# Pinky och Hjärnan
Pinky och Hjärnan, engelsk originaltitel Pinky and the Brain, är en amerikansk-koreansk animerad TV-serie som är en spinoff från Animaniacs.

## Handling
Hela serien handlar om de två labbmössen Pinky och Hjärnan som varenda natt försöker ta över världen. Hjärnan är, som namnet avslöjar, hjärnan av de två labbmössen medan Pinky är hans trofaste följeslagare, kompis och tjänare. Pinky är inte särskilt intelligent (åtminstone under Animaniacs-eran, i den egna serien var han något smartare och deras relation utvecklades, det vill säga Hjärnan blev mer tolerant mot Pinky) och använder ofta nonsens-ord som "Narf", "Zort" och "Poit". Under varje försök att ta över världen går någonting snett, ibland på grund av Pinky, men inte alltid. Ibland kan det helt enkelt vara Hjärnans felberäkning.

## Röstskådespelare

### Engelsk version
- Rob Paulsen - Pinky
- Maurice LaMarche - Hjärnan

### Svensk version
- Niclas Wahlgren - Pinky
- Gunnar Ernblad - Hjärnan
- Tommy Nilsson - övriga röster